# Emma (powieść)

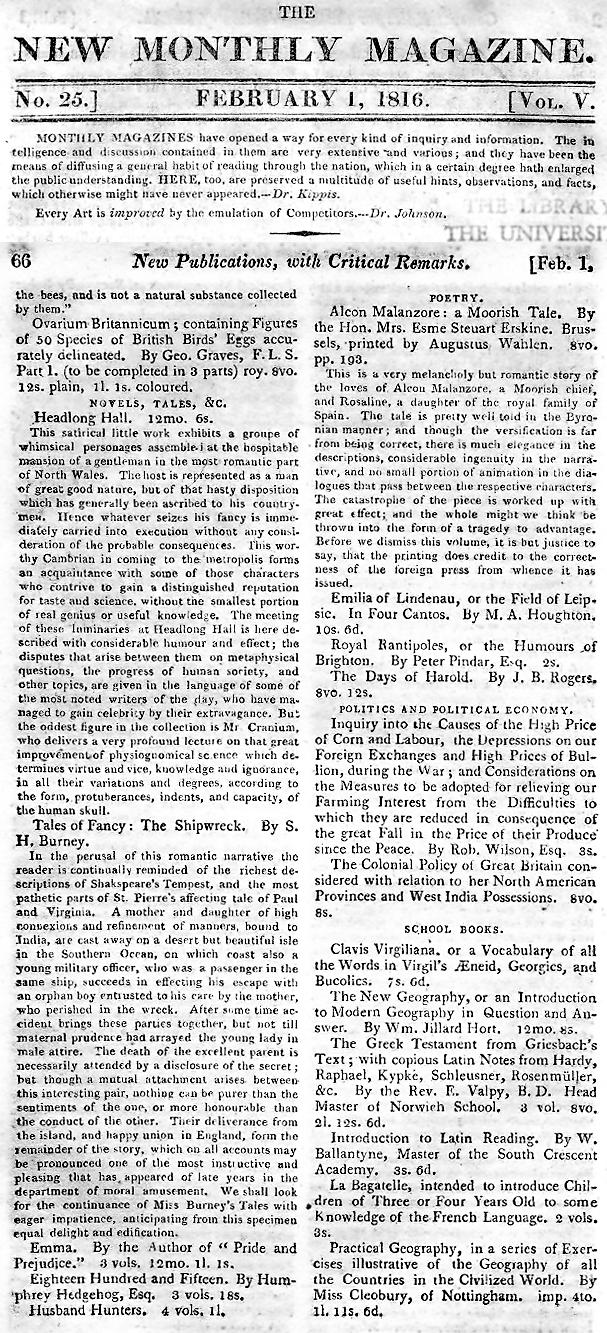
Strona z New Monthly Magazine (1816) z informacją o ukazaniu się Emmy (dwie linijki w lewym dolnym rogu)

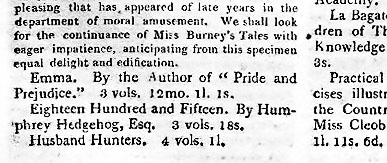
Powiększony tekst z poprzedniej ilustracji. Jak widać, ówczesny wydawca nie uznał, by Emma zasługiwała na szersze omówienie

Emma – powieść angielskiej pisarki Jane Austen, wydana w 1815 roku. Podobnie, jak w innych powieściach, Jane Austen opisuje rozterki dystyngowanej kobiety żyjącej w Anglii okresu regencji. Powieść została sklasyfikowana jako komedia obyczajowa. Tytułową bohaterką powieści jest Emma Woodhouse, rozpuszczona młoda kobieta, która zbyt wysoko ocenia swoje umiejętności jako swatka, nie dostrzega niebezpieczeństwa, jakie pociąga za sobą manipulowanie ludźmi i często źle ocenia działania innych.

## Fabuła
Pomimo przekonania, iż nigdy nie wyjdzie za mąż, Emma Woodhouse, dwudziestoletnia mieszkanka wioski Highbury, dostrzega w sobie talent do swatania par. Po ślubie swej guwernantki i miejscowego wdowca, pana Westona, który traktuje jako swój osobisty sukces, postanawia znaleźć godnego męża dla swojej nowej przyjaciółki, Harriet Smith. Chociaż rodzice Harriet nie są znani, Emma jest przekonana, że Harriet zasługuje na dżentelmena i sprawia, że dziewczyna zakochuje w pastorze, panie Eltonie, a także odrzuca oświadczyny dobrze prosperującego farmera, Roberta Martina, który nie pozostaje obojętny pannie Smith.
Gdy okazuje się, że Elton w rzeczywistości jest zakochany w Emmie, panna Woodhouse zdaje sobie sprawę, że była zbyt skupiona na zeswataniu Harriet, by zauważyć zamiary pastora. Bliski przyjaciel Emmy, pan Knightley, którego brat ożenił się przed laty z siostrą Emmy, krytycznie spogląda na zajęcie Emmy, sądząc, że Harriet i Robert byliby szczęśliwym małżeństwem. Przyjaciele kłócą się, jednak jak zwykle to Knightley okazuje się mieć rację. Elton, odrzucony przez Emmę, wyjeżdża do Bath, gdzie prawie natychmiast się żeni z bogatą, lecz niezbyt sympatyczną osobą.
Emma oczekuje odwiedzin syna pana Westona, Franka Churchilla, który był wychowywany przez swoich wujostwa w Londynie i jest dziedzicem ich majątku. Mężczyzna przez lata nie mógł odwiedzać ojca ze względu na chorobę swojej ciotki, jednak gdy w końcu pojawia się w Highbury, wywołuje w mieszkańcach mieszane uczucia. Knightley staje się podejrzliwy, zwłaszcza gdy Frank wyjeżdża nagle do Londynu, tłumacząc się wizytą u fryzjera. Emma jednak uznaje go za miłego człowieka i zauważa, że mężczyzna skierował ku niej swoje uczucia. Z mniejszym entuzjazmem wita jednak kolejnego gościa, Jane Fairfax, która jest od niej piękniejsza i lepiej wykształcona.
Podejrzenia, intrygi i niezrozumienia narastają. Knightley broni Jane, twierdząc, że w przeciwieństwie do Emmy nie odziedziczy żadnego majątku, więc będzie musiała rozpocząć pracę jako guwernantka. Pani Weston podejrzewa, że Knightley jest zakochany w Jane, jednak Emma temu zaprzecza. Miasteczko plotkuje o uczuciu Franka i Emmy, jednak panna Woodhouse wkrótce odrzuca jego zaloty i postanawia zeswatać go z Harriet. Na wiejskim balu Harriet zostaje upokorzona przez Eltona i jego żonę. Knightley postanawia poprosić ją do tańca, czym imponuje Emmie. Następnego dnia Frank ratuje Harriet przed cygańskimi żebrakami. Gdy Harriet wyznaje Emmie, że jest zakochana, Emma zakłada, że chodzi o Franka. Knightley zaczyna podejrzewać, że Franka i Jane łączy sekretne uczucie i ostrzega przed tym Emmę. Emma jednak wyśmiewa go i flirtuje z Frankiem podczas pikniku. Wówczas obraża również pannę Bates, ciotkę Jane.
Gdy w miasteczku pojawia się nowina o śmierci ciotki Franka, tajemnice zaczynają wychodzić na jaw. Okazuje się, że Frank i Jane zaręczyli się w tajemnicy, a zaloty Churchilla do Emmy miały jedynie ukryć prawdę. Emma obawia się, że Harriet załamie się na wieść o planowanym ślubie, jednak odkrywa, że jej przyjaciółka jest zakochana w Knightleyu, który z kolei ujawnia swoje uczucie do Emmy. Powieść kończy się ślubem Harriet i Roberta oraz Emmy i Knightleya.

## Postacie
Emma Woodhouse – tytułowa bohaterka powieści, jest piękną, inteligentną, ale także rozpuszczoną młodą kobietą. Jej matka zmarła, gdy Emma była małą dziewczynką. Po ślubie swojej starszej siostry staje się panią domu. Mimo iż jest dość dojrzała jak na swój wiek, Emma popełnia wiele poważnych błędów, głównie z powodu braku doświadczenia oraz przekonania o własnej słuszności. Choć przysięga, że sama nigdy nie wyjdzie za mąż, chętnie swata inne pary. Nie potrafi się zakochać, dopóki nie zaczyna być zazdrosna o swojego przyjaciela Knightleya.
Jerzy Knightley ma około trzydziestu siedmiu lat. Jest bliskim przyjacielem Emmy i jej jedynym krytykiem, choć w głębi serca jest w niej zakochany. Jest właścicielem posiadłości sąsiadującej z majątkiem Woodhouse’ów oraz starszym bratem Jana Knightleya, który ożenił się ze starszą siostrą Emmy, Izabellą. Knightley uważa, że Harriet popełnia błąd, licząc na oświadczyny Eltona i odrzucając Martina. Podejrzewa także Franka Churchilla o romans z Jane Fairfax i chociaż jego poglądy bazują głównie na zazdrości, to w końcu okazuje się, że „przejrzał” Churchilla, który w rzeczywistości okazuje się zupełnie innym człowiekiem.
Henry Woodhouse jest ojcem Emmy i zawsze dba o zdrowie i wygodę swoje i swoich przyjaciół. Uznaje, że wiele rzeczy jest niebezpiecznych dla zdrowia, zawsze narzeka na wszystko, co go martwi i udziela ludziom wielu rad, dlatego też jest dość trudną osobą. Uważa, że jego starsza córka i panna Taylor nie chciały wyjść za mąż i zostały mu odebrane.
Anne Weston (wcześniej panna Taylor) przez szesnaście lat była guwernantką Emmy. Pozostaje jej najbliższą przyjaciółką, także po ślubie z Westonem. Jest kobietą rozważną, często przedstawianą jako głos rozsądku w powieści.
Pan Weston to bogaty wdowiec mieszkający w pobliżu Hartfield. Ma syna z pierwszego małżeństwa, Franka Churchilla, który był wychowywany przez brata jego pierwszej żony. Żeni się z guwernantką Emmy, panną Taylor.
Izabella Knightley jest starszą siostrą Emmy i córką Henry’ego. Jest żoną Jana Knightleya i większość czasu spędza w domu, opiekując się piątką dzieci.
Jan Knightley jest mężem Izabelli i młodszym bratem Jerzego, a także starym znajomym Jane Fairfax. Spełnia zachcianki swojej rodziny odnośnie do podróży i odwiedzin, choć sam wolałby nie ruszać się z domu.
Frank Churchill jest synem pana Westona z pierwszego małżeństwa. Po śmierci swojej matki był wychowywany przez bogatych wujostwa, przejął także ich nazwisko. Frank wydaje się być lubiany przez wszystkich poza Knightleyem, który uważa go za niedojrzałego mężczyznę, głównie z powodu zazdrości o Emmę. Frank żyje pełnią życia, interesuje się muzyką i tańcem. Jest postrzegany podobnie do bohaterów innych powieści Austen, takich jak Wickham (Duma i uprzedzenie) czy Willoughby (Rozważna i romantyczna), chociaż nie jest postacią aż tak antagonistyczną.
Harriet Smith – przyjaciółka Emmy, jest piękną, ale nierozsądną dziewczyną, która łatwo daje sobą manipulować. Uczy się na pobliskiej pensji, jest nieślubną córką, której rodzice pozostają nieznani. W ostatnim rozdziale powieści okazuje się, że jej ojcem jest przyzwoity i bogaty handlowiec, jednak nie jest on „dżentelmenem”. Na początku powieści Emma bierze Harriet pod swoje skrzydła i próbuje ją zeswatać z kilkoma mężczyznami, co sprawia, że Harriet odrzuca oświadczyny farmera Roberta Martina. W późniejszym czasie zakochuje się w Knightleyu, co sprawia, że Emma zdaje sobie sprawę ze swoich uczuć do niego. W końcu zostaje żoną Martina.
Jane Fairfax jest sierotą, która mieszka ze swoją ciotką i babką (panie Bates). Jest postrzegana jako niezwykle piękna, bystra i elegancka kobieta, bardzo dobrze wychowana i wykształcona, a także utalentowana w śpiewie i grze na pianinie. Jest przedmiotem zazdrości Emmy. Ze względu na brak majątku ma zostać guwernantką.
Filip Elton jest przystojnym i dobrze wychowanym młodym pastorem z wielkimi ambicjami. Według planów Emmy ma poślubić Harriet, on jednak kieruje swoje uczucia w stronę Emmy. Gdy panna Woodhouse odrzuca jego względy, natychmiast wyjeżdża do Bath, gdzie poślubia Augustę Hawkins.
Augusta Elton (wcześniej panna Hawkins) jest bogatą, ale odpychającą żoną Eltona. Zostaje przedstawiona jako kobieta apodyktyczna, wścibska i nieustannie chwaląca się swoim majątkiem. Lubi być w centrum uwagi, co powoduje, że Emma nie przepada za jej towarzystwem.
Panna Bates – jest przyjacielską, lecz gadatliwą starą panną, której życie skupia się wokół siostrzenicy, Jane Fairfax. Jej matka jest przyjaciółką pana Woodhouse. Czuje się obrażona przez Emmę, gdy ta wypomina jej męczącą gadatliwość.

## Motywy
Emma Woodhouse jest pierwszą bohaterką powieści Austen, która nie martwi się o swój majątek. W innych powieściach chęć małżeństwa i zabezpieczenia finansowego często staje się ważnym motywem akcji. Dzięki temu powieść jest znacznie lżejsza, niż wcześniejsze dzieła Austen (Duma i uprzedzenie, Rozważna i romantyczna).
W kontraście z innymi bohaterkami Emma pozostaje bierna w uczuciach, nie wykazuje także zainteresowania mężczyznami, których poznaje, co różni ją od Marianny Dashwood, bohaterki Rozważnej i romantycznej. Motyw odrzucenia oświadczyn Eltona, które są dla niej odrażające i niespodziewane, powtarza się w powieści Duma i uprzedzenie, w której Elżbieta Bennett również odrzuca oświadczyny Collinsa. Emma jest zainteresowana Frankiem Churchillem, jednak jest to uczucie spowodowane nie potrzebą miłości, a zamieszania. Nie rozumie także uczucia Harriet Smith i Roberta Martina; uznaje, że powinna swatać pary nie na podstawie uczuć, ale majątków i ambicji towarzyskich. Dopiero, gdy Harriet wyjawia jej swoje uczucia do Knightleya, Emma zdaje sobie sprawę, że także jest w nim zakochana.
Emma przypomina postaci Elżbiety Bennet i Anny Elliot (Perswazje): jest inteligentną, młodą kobietą, która nie ma zbyt wielu codziennych zajęć i nie ma możliwości zmiany czegokolwiek w swoim życiu. Chociaż ma majątek i rodzinę, jej codzienne życie jest raczej nudne, brakuje jej rówieśników.

## Polskie tłumaczenia
Na język polski Emmę tłumaczyli Jadwiga Dmochowska (wyd. 1963, „Czytelnik”, wielokrotnie wznawiane również przez innych wydawców) oraz Tomasz Tesznar.

## Adaptacje filmowe
- 1972: Emma – serial telewizyjny BBC, w tytułowej roli Doran Godwin
- 1995: Clueless – film na motywach Emmy, którego akcja toczy się współcześnie w Stanach Zjednoczonych; w roli głównej Alicia Silverstone
- 1996: Emma – serial telewizyjny BBC, w tytułowej roli Kate Beckinsale
- 1996: Emma – wersja kinowa z Gwyneth Paltrow
- 2009: Emma – serial telewizyjny BBC, w roli głównej Romola Garai
- 2020: Emma – wersja kinowa